# Demetrios I. (Baktrien)

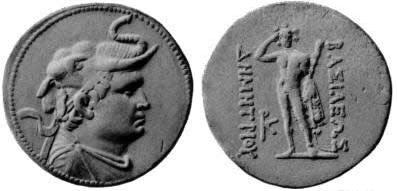
Silbermünze Demetrios’ I. mit Elefantenschädel-Symbolik und Herkules

Demetrios I. (altgriechisch Δημήτριος Dēmḗtrios; † um 182 v. Chr. oder um 175 v. Chr.) war ein griechisch-baktrischer König, der etwa ab 200 v. Chr. regierte. Er war der Sohn seines Vorgängers Euthydemos I. Nachdem die ersten baktrischen Herrscher ihr Reich etabliert hatten und ihre Unabhängigkeit vor allem gegen die Seleukiden behaupten mussten, war es Demetrios I., der das junge Reich erheblich ausdehnte.
Über die Geschichte der griechisch-baktrischen Könige sind wir nur in Umrissen informiert, vor allem aufgrund problematischer Münzfunde, wobei es umstritten ist, wie viele Herrscher mit dem Namen Demetrios es gab. Teils wird auch angenommen, dass Demetrios II., ein Sohn Demetrios’ I., in Indien Feldzüge durchführte. Alle folgenden Angaben sind daher mit einer gewissen Vorsicht zu benutzen, da die Rekonstruktion der Geschichte des griechisch-baktrischen Reiches zu einem großen Teil spekulativ ist.
Demetrios fiel um 184/183 v. Chr. über das Kabultal in Nordwestindien ein und eroberte die Westprovinzen des Maurya-Reiches. Der Maurya-General Pushyamitra Shunga stürzte den letzten Maurya-Herrscher und gründete auf dem von ihm beherrschten Territorium des untergegangenen Maurya-Staates das Reich der Shunga-Dynastie (185–73 v. Chr.). Demetrios besetzte Taxila und marschierte den Indus abwärts bis nach Patala; die Stadt benannte er in Demetrias um. Anschließend drang er nach Zentralindien und schließlich zum Ganges vor, wo er die Belagerung Pataliputras, der alten Mauryahauptstadt, begann. Demetrios’ rasche Erfolge erklären sich zum Teil dadurch, dass Shunga eine (wenngleich wohl gemäßigte) anti-buddhistische Politik betrieb, sodass viele die Griechen als Befreier begrüßten. Auf Silbermünzen ließ er sich, wie schon Alexander der Große, mit einem Elefantenskalp abbilden und als Aníketos („der Unbesiegbare“) bezeichnen.
Doch vor Pataliputra erfuhr Demetrios, dass im baktrischen Kernland eine Rebellion ausgebrochen war. Ein gewisser Eukratides, der den Seleukiden gegenüber loyal gewesen zu sein scheint, erhob sich. Demetrios gab daraufhin den Großteil seiner Eroberungen in Indien auf, nur im Westen beließ er seinen Bruder Apollodotos und seinen General Menander als Statthalter. Demetrios selbst unterlag jedoch Eukratides, der auch Apollodotos besiegte. Nur Menander konnte sich in Indien halten und begründete das Indo-Griechische Reich.